# Lampropholis amicula
Lampropholis amicula là một loài thằn lằn trong họ Scincidae. Loài này được Ingram & Rawlinson mô tả khoa học đầu tiên năm 1981.